# Kevin Mahogany
Kevin Mahogany (Kansas City, Misuri; 30 de julio de 1958-Íb.; 17 de diciembre de 2017) fue un cantante estadounidense de jazz. 

## Biografía
Nacido en Kansas City, en una familia de fuerte tradición musical, Kevin Mahogany comienza desde muy temprano a tocar el piano y en 1970, tras haber pasado por el clarinete, adopta el saxo barítono. En ese mismo año se produce el debut profesional de Mahogany, que tiene lugar en la New Breed Orchestra de Eddie Baker. A su paso por la high school, Mahogany toca en diferentes marching bands y orquestas, al tiempo que continúa su labor profesional en la orquesta de Baker. Poco más tarde descubre su interés por la voz, un hecho que tendría una importancia decisiva en el desarrollo posterior de su carrera.
Ya como estudiante de la Universidad de Baker, Mahogany pasa por varios grupos y forma un coro vocal a su nombre. Cuando obtiene su graduación retorna a su ciudad natal para formar dos grupos, Mahogany —un cruce entre R&B contemporáneo y jazz— y The Apolos, una banda de R&B de los 60. Con ambos grupos obtiene cierta notoriedad local, lo que le permite seguir moldeando su estilo artístico siguiendo la estela de músicos como Dave Lambert, Jon Hendricks, Kevin Ross, Al Jarreau o Eddie Jefferson. En 1991 es invitado a un tour de la banda NRE Trio, lo que le permite conocer a Frank Mantooth, y participar en la grabación de su próximo disco.
En 1993 ve la luz el álbum de debut de Mahogany, que, con el título Double Rainbow presenta una recopilación de temas que reflejan las influencias bebop y blues del artista. Tras You Got What It Takes (1994) y Pussy Cat Dues (1995) firma, en este último año, con la multinacional Warner Bros para editar su Kevin Mahogany, el primero de los cuatro trabajos que editaría bajo el sello. En 2002 edita Pride and Joy ya para Telarc, un tributo a los grandes artistas de la Motown. Finalmente, en 2004 pone en marcha su propio sello discográfico, con el que publica sus últimos trabajos hasta el momento, Big Band y To Johnny Hartman, ambos de 2004. 

## Estilo y valoración
La irrupción de Mahogany en la escena del jazz a mediados de la década de 1990 supuso un alivio para todos los que sentían la falta de un cantante masculino de primera categoría que estuviera por debajo de los 60 años. Las habilidades como multiinstrumentista de Mahogany se reflejan en su estilo swingeado, reminiscente de la obra de Joe Williams, entre otros.

## Discografía
Con Enja Records:
- Double Rainbow (1993)
- Songs and Moments (1994)
- You Got What It Takes (1995)
- Pussy Cat Dues (2000)

Con Warner Bros.:
- Kevin Mahogany (1996)
- Another Time Another Place (1997)
- My Romance (1998)
- Portrait of Kevin Mahogany (2000)

Con Telarc:
- Pride and Joy (2002)

Con Jazz Empress
- Warming Up Kansas City (2003)

Bajo su propio sello, Mahogany Music:
- Big Band (2004)
- To Johnny Hartman (2004)